# Brunellia rufa
Brunellia rufa es una especie de planta en la familia Brunelliaceae. Es endémica de Colombia.  

## Taxonomía
Brunellia rufa fue descrita por Killip & Cuatrec. y publicado en Revista de la Academia Colombiana de Ciencias Exactas, Físicas y Naturales 4: 341, f. 11. 1941.